# Танец Трампа
«Танец Трампа» (англ. Trump dance) — название специфического стиля и манеры танцевальных движений 45-го и 47-го президента США Дональда Трампа, исполняемых под песню «Y.M.C.A.» группы Village People. Движения Трампа отличаются неритмичностью, угловатостью (медленными ударами кулаками во воздуху), и часто сопровождаются серьёзным или напряжённым выражением лица.

## История
Танец Трампа зародился в 2020 году во время его предвыборной кампании. Благодаря своей узнаваемости он быстро превратился в мем и стал вирусным интернет-феноменом.

## Культурное значение
Танец Трампа наравне с лозунгом «Make America Great Again (MAGA)» стал визитной карточкой и своеобразным символом его политической карьеры. За неделю до президентских выборов 2024 года «Y.M.C.A.», под которую исполняется танец Трампа, впервые за 47 лет появилась в чарте «Billboard Hot Dance / Electronic», поднявшись на четвёртое место вскоре после выборов и, по словам автора песен Виктора Уиллиса, собрав «несколько миллионов долларов» с тех пор, как Трамп начал использовать эту песню.
Танец Трампа также исполняли игроки НФЛ Брок Бауэрс, Кэлвин Ридли, Ник Боса и За'Дариус Смит; футболист сборной США Кристиан Пулишич; чемпион UFC Джон Джонс; профессиональная гольфистка Чарли Халл и другие. В ноябре 2024 года после победы Трампа на президентских выборах во время гала-вечера в Мар-а-Лаго танец исполнил президент Аргентины Хавьер Милей.